# 李虔
李 虔（り けん、457年 - 530年）は、北魏の官僚・軍人。字は叔恭。本貫は隴西郡狄道県。

## 経歴
李承の子として生まれた。太和初年、中書学生となった。後に秘書中散に転じ、冀州驃騎府長史・太子中舎人に任じられた。宣武帝の初年、太尉従事中郎に転じた。後に清河郡太守として出向した。508年（永平元年）、京兆王元愉が冀州で反乱を起こすと、李虔は清河郡を放棄して洛陽に逃げ込んだ。宣武帝は李虔の任地放棄をとがめず、李虔を別将に任じて軍の慰労につとめさせた。元愉の乱が平定されると、李虔は長楽郡太守に転じた。515年（延昌4年）、冀州で大乗の乱が起こると、李虔は本官のまま別将となり、都督の元遥とともに反乱を鎮圧した。後将軍・燕州刺史に転じた。洛陽に召還されて光禄大夫となり、平西将軍の号を加えられ、大司農卿を兼ねた。散騎常侍・安東将軍・兗州刺史として出向した。かつての冀州平定の功績を論じられて、高平男の爵位を受けた。洛陽に召還されて、河南邑中正に任じられ、鎮軍将軍・金紫光禄大夫の位を受けた。528年（建義元年）、特進・車騎大将軍・儀同三司の位を受け、散騎常侍の任を加えられた。さらに驃騎大将軍・開府儀同三司に進んだ。530年（永安3年）冬、死去した。享年は74。侍中・都督冀定瀛三州諸軍事・驃騎大将軍・太尉公・冀州刺史の位を追贈された。諡は宣景といった。

## 子女
- 李㬇（489年 - 528年、長男、字は仁明、司空行参軍・尚書左外兵郎、河陰の変で殺害された）
- 李昞（491年 - 528年、字は仁曜、高陽王元雍の下で常侍、員外散騎侍郎・太尉録事参軍、兄の李㬇とともに河陰の変で殺害された）
- 李晧（字は仁照、散騎侍郎）
- 李曉（字は仁略、東魏の武定末年に太尉諮議参軍）

## 伝記資料
- 『魏書』巻39 列伝第27
- 『北史』巻100 列伝第88